# Туфтина, Галина Афанасьевна
Галина Афанасьевна Туфтина (укр. Галина Опанасівна Туфтіна; 1933—2007) — советская, украинская оперная певица (меццо-сопрано), педагог. Народная артистка СССР (1980).

## Биография
Галина Туфтина родилась 14 октября 1933 года в Новосибирске (Россия).
В 1955—1960 годах училась в Ленинградской консерватории (класс пения у О. Ф. Мшанской).
В 1956—1959 годах — солистка Ленконцерта, в 1959—1960 — Ленинградского театра оперы и балета им. С. Кирова (ныне Мариинский театр), в 1960—1961 — Ленинградского Малого оперного театра (ныне Михайловский театр).
С 1961 года — солистка Киевского театра оперы и балета им. Т. Шевченко, в котором работала до 1990 года. Впоследствии — в Национальной филармонии Украины (Киев).
В концертном репертуаре — классические камерно-вокальные произведения и сочинения зарубежных и советских композиторов, а также русские и украинские народные песни.
Гастролировала за рубежом (Афганистан, Франция, Швеция, Шотландия, Финляндия, Испания, Бельгия, Болгария, Румыния, Югославия и др.).
Записывалась на радио и грампластинки.
С 1980 по 2007 год преподавала в Киевской консерватории (ныне Национальная музыкальная академия Украины имени П. И. Чайковского) (с 1989 — профессор).
Галина Туфтина умерла в Киеве 25 июня 2007 года. Похоронена на Байковом кладбище.

## Звания и награды
- Лауреат Всесоюзного конкурса вокалистов им. М. Глинки в Москве (4-я премия, 1960)
- Лауреат Международного конкурса молодых оперных певцов в Софии (2-я премия, 1961)
- Лауреат Международного конкурса вокалистов в Тулузе (2-я премия, 1962)
- Лауреат Международного конкурса вокалистов им. Ф. Эркеля в Будапеште (3-я премия, 1965)
- Народная артистка Украинской ССР (1969)
- Народная артистка СССР (1980)[3]

## Оперные партии
- «Борис Годунов» М. П. Мусоргского — Марина Мнишек
- «Хованщина» М. П. Мусоргского — Марфа
- «Царская невеста» Н. А. Римского-Корсакова — Любаша
- «Аида» Дж. Верди — Амнерис
- «Пиковая дама» П. И. Чайковского — Графиня и Полина
- «Кармен» Ж. Бизе — Кармен
- «Трубадур» Дж. Верди — Азучена
- «Бал-маскарад» Дж. Верди — Ульрика
- «Риголетто» Дж. Верди — Маддалена
- «Арсенал» Г. И. Майбороды — Мать
- «Ярослав Мудрый» Г. И. Майбороды — Джемма
- «Тихий Дон» И. И. Дзержинского — Аксинья
- «Тарас Бульба» Н. В. Лысенко — Настя
- «Гибель эскадры» В. С. Губаренко — Оксана
- «Полководец» Б. Н. Лятошинского — Галя
- «В бурю» Т. Н. Хренникова — Косова
- «Богдан Хмельницкий» К. Ф. Данькевича — Соломия
- «Сельская честь» П. Масканьи — Лола
- «Евгений Онегин» П. И. Чайковского — Ольга
- «Русалка» А. С. Даргомыжского — Княгиня
- «Фауст» Ш. Гуно — Зибель
- «Катерина Измайлова» Д. Д. Шостаковича — Сонетка[4].

## Фильмография
- 1971 — Бумбараш — вокал
- 1971 — Лада из страны берендеев — вокал